# Guettarda macrocarpa
Guettarda macrocarpa là một loài thực vật có hoa trong họ Thiến thảo. Loài này được Griseb. mô tả khoa học đầu tiên năm 1863.